# Autize
Autize (lub Autise) – rzeka we Francji, przepływająca przez tereny departamentów Deux-Sèvres oraz Wandea, o długości 67,4 km. Stanowi prawy dopływ rzeki Sèvre Niortaise.
W miejscowości Nieul-sur-l’Autise Autize dzieli się na dwie odnogi:
- Jeune Autise (Młoda Autise), sztucznie utworzona, skanalizowana od Souil, uchodzi do Sèvre Niortaise w Maillé
- Vieille Autise (Stara Autize), płynąca w naturalnym korycie, skanalizowana od Bouillé-Courdault, uchodzi do Sèvre Niortaise w Damvix